# تپه ژاله
تپه ژاله مربوط به سده‌های میانه دوران‌های تاریخی پس از اسلام است و در شهرستان سرپل ذهاب، بخش مرکزی، دهستان حومه سرپل، ۱/۵ کیلومتری جنوب غرب روستای گلم کبود سفلی واقع شده و این اثر در تاریخ ۲۶ اسفند ۱۳۸۷ با شمارهٔ ثبت ۲۵۵۴۸ به‌عنوان یکی از آثار ملی ایران به ثبت رسیده است.